# トレイシー・ゴールド
トレイシー・ゴールド（Tracey Gold, 1969年5月16日 - ）は、アメリカ合衆国ニューヨーク出身の女優である。

## 人物
『愉快なシーバー家』のキャロル・シーバー役で知られる。ちなみにカーク・キャメロン演じるマイクの妹役であるが実際の年齢はトレイシーのほうがキャメロンよりも1つ年上である。

## 出演作品

### テレビ
- デッド・ゾーン
- 愉快なシーバー家（キャロル・シーバー）

### 映画
- スパイダー・シティ（英語版）（ケイトリン）
- ソーラー・デストラクション ～地球壊滅～
- HIGHJACK ハイジャック
- ヘルファイアー
- 愉快なシーバー家 ママの選挙運動
- 情熱の迷走
- ダーティ・シークレット
- 禁断の記憶
- アリッサ・ミラノの朝まで踊ろう
- 生きる証し
- ファミリー
- シュート・ザ・ムーン
- 赤ちゃん泥棒/ナイト・クライズ